# Neodamodes
Los neodamodes (griego νεοδαμώδεις, neodamốdeis) eran los ilotas liberados tras su servicio como hoplitas en el ejército lacedemonio.
La fecha de su aparición es discutida. Tucídides no explica el origen de esta categoría especial. Jean Ducat, en su obra de referencia, Los Hilotas (1990), piensa que el estatus «estuvo inspirado por las medidas que las circunstancias habían dictado concernientes a los brasideos», es decir los ilotas liberados tras su participación en la expedición de Brásidas (424 a. C.).
Difícilmente puede negarse que existiera alguna relación entre la necesidad de mayor número de hoplitas y la aparición de los neodamodes. Incluso había mercenarios que combatían en las filas espartanas. Ante tal escasez de soldados ciudadanos, no es extraño que hubiese ilotas entre los hoplitas que ganaban de esa manera su libertad en vez de salarios.
En primer lugar, los neodamodes eran soldados. Probablemente, no se les requería para el servicio activo, sino que eran situados en sitios estratégicos a lo largo de las fronteras.
Cuando terminó la hegemonía espartana en Grecia y los neodamodes perdieron su razón de ser, posiblemente muchos de ellos permanecieron en territorio mesenio y se convirtieron en ciudadanos de las ciudades mesenias.
Su existencia está atestiguada de 420 a 369 a. C. Fueron parte integrante del ejército cívico y 2000 de ellos participaron, por ejemplo, en la campaña de Agesilao II en Jonia, de 396 a 394 a. C.
Seguramente los ilotas se utilizaron por primera vez como hoplitas en la campaña de Calcídica y tras este experimento favorable, ingresaron más ilotas como hoplitas en el ejército. La única diferencia parece haber sido que los «soldados de Brásidas» no fueron liberados hasta que finalizó la guerra del Peloponeso, mientras que más adelante los ilotas eran liberados tan pronto como se convertían en hoplitas. Entonces se les daba el nombre de neodamodes porque, de hecho, tomaban el lugar de los ciudadanos espartanos. Por tanto, los neodamodes aparecieron por primera vez en la segunda fase de la guerra arquidámica, en los años 424-421 a. C.
Durante todo el tiempo de hegemonía espartana su número no dejó de crecer y en la batalla de Nemea constituyen ya el 31 % de las tropas lacedemonias. Hasta 3000 participaron en las operaciones espartanas en Asia en el primer lustro del siglo IV a. C..
Su número se multiplicó a comienzos del siglo IV a. C. a varios miles y superó al de los espartanos. Luego retrocedió rápidamente, paralelo al colapso del dominio espartano en los campos de batalla fuera del Peloponeso.

## Brasideos
Dentro de los neodamodes se puede distinguir un subgrupo, el de los brasideîoi o veteranos de Brásidas. Se trataba de 700 hilotas que habían participado como hoplitas en la campaña tracia de Brásidas, el brillante general espartiata de la guerra arquidámica, entre 424 y 422 a. C., tras la cual, en reconocimiento a su lealtad —y quizá también porque los hoiomoi no querían devolver a los campos, con los hilotas, a curtidos combatientes salidos de entre ellos—, se concedió la libertad a los que habían sobrevivido.

Junto a los neodamodes, los brasideos fueron establecidos como colonos en Lépreo, en la frontera con Élide, que reclamaba la soberanía sobre la región.
Los tebanos que invadieron Laconia en 370-369 a. C. se encontraron con una guarnición de neodamodes instalada en Orión, en la Escirítide, otro territorio fronterizo.
La concesión de libertad y tierras venía a compensar la pérdida de otro derecho, el de fijar la residencia allí donde deseasen.
El equivalente en la flota lacedemonia de los neodamodes y brasideos del ejército hoplítico eran los desposionaûtai, hilotas manumitidos antes o después de servir como remeros.

## Etimología del nombre
Su nombre procede de griego neos, «nuevo» y de griego, dêmos, «demo, territorio». Contrariamente a lo que relata Hesiquio de Alejandría, que compara a los neodamodes con los demotas (ciudadanos habitantes de un demo) atenienses, aquellos no adquieren una ciudadanía plena. El sufijo griego -ωδης (-ôdês) marca sólo un parecido. El demo reunido es solamente el de los periecos.